# CTA-126B4.3
CTA-126B4.3‏ (Ribosomal RNA processing 7 homolog A) هوَ بروتين يُشَفر بواسطة جين CTA-126B4.3 في الإنسان.